# Адам Олександр Санґушко
Адам Олександр Сангушко (пол. Adam Aleksander Sanguszko, 1590 — 1653) — князь, державний, політичний і військовий діяч Речі Посполитої, подільський та волинський воєвода. Останній представник, по чоловічій лінії, з каширської гілки роду князів Сангушків.

## Життєпис

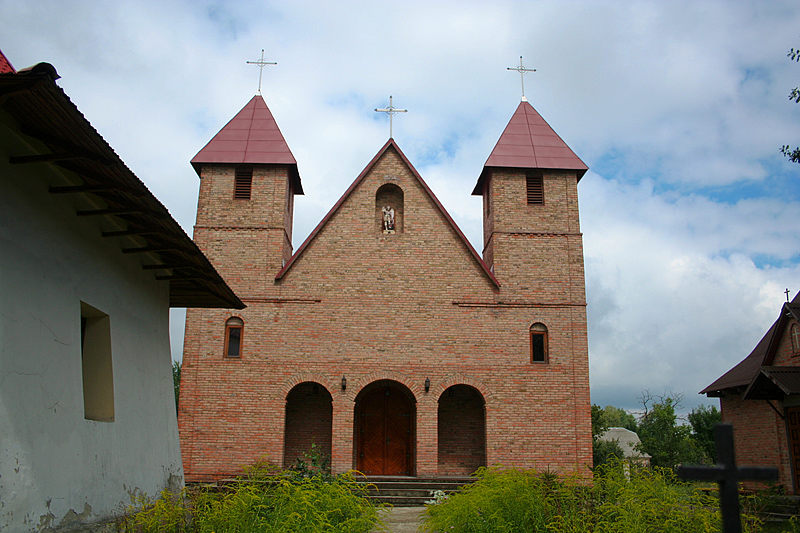
Костьол Св. Михаїла Архангела, Камінь-Каширський

За заповітом батька виховувати малолітніх дітей повинна була його дружина та мати дітей, окрім того, допомагати їй повинні були Ян Кароль Ходкевич, Станіслав Жолкевський та князь Самійло Сангушко. В 1603 р. мати Адама Сангушка вдруге вийшла заміж за львівського, глинянського (ймовірно, сяноцького) старосту — Станіслава Боніфація Мнішеха. В 1605 році мати Адама Сангушка заповіла своєму другому чоловікови виховувати дітей. В 1606 р. опікуном дітей зголосився бути їх далекий родич — троцький воєвода Олександр Ходкевич (1560—1626). Він здійснив на їхній родинний замок в Полонці напад, забрав при цьому дітей, грамоти і до повноліття Адама Сангушка (1614 р.) вважався його опікуном.
В 1615 р. Адам одружився з донькою белзького воєводи Павела Уханьського Катажиною.
В 1617 — отримав брацлавське каштелянство. 7 листопада 1619 отримав київське каштелянство. 25 жовтня 1621 — отримав Подільське воєводство. 4 серпня 1629 був номінований на волинського воєводу.
В 1620 році отримав від князя Януша Острозького Володимирське староство.
Головними резиденціями Сангушка була спочатку Полонка, пізніше Горохів, Камінь-Каширський, Глуша. Мав своє надвірне військо, в його оточенні було багато духовних осіб, капеланів обирав з францисканців.
Сангушко був дідичем «Коширського ключа»; йому належали Новий та Старий Кошир, Тупали, Краснодуби, Кругель, Мозов, Городилець, міста: Камінь-Каширський і Глуша.
1637 р. він фундував в Камені-Каширському для домініканців кляштор з костьолом Св. Михаїла Архангела, а також ще один костьол на Підзамчу. Також утримував в Камені шпиталь з костьолом Св. Бартоломія Апостола.
Портрет А. О. Сангушка був у Славутському замку.